# Samostan svetega Križa (Coimbra)
Samostan svetega Križa (portugalsko Mosteiro da Santa Cruz), znan tudi kot cerkev svetega Križa, je nacionalni spomenik v Coimbri na Portugalskem. Ker sta v cerkvi pokopana prva dva portugalska kralja, je dobila status nacionalnega panteona. 

## Zgodovina
Leta 1131 je Dom Tello, naddiakon škofije Coimbra, skupaj z drugimi spremljevalci ustanovil samostan Santa Cruz. Območje, ki je bilo takrat zunaj mestnega obzidja, jim je dal na razpolago kralj Alfonz Henrik. Skupnost redovnih kanonikov svetega Križa v Coimbri je prevzela pravilo sv. Avguština in za svojega priorja izvolila Teotonija (Teotónio), ki ga častijo tudi kot prvega svetnika na Portugalskem.
Predhodna romanska cerkev je bila zgrajena med letoma 1132 in 1228, od katere - tako kot prvotne samostanske stavbe - nič ni ostalo ohranjeno. V srednjem veku je samostan sv. Križa postal eno najprestižnejših intelektualnih središč v kraljestvu z obsežno knjižnico in pomembnim skriptorijem. Tu sta začasno živela Anton Padovanski (okoli 1195–1231), ki je prišel iz Lizbone, in Luís de Camões (1524/25–1579/80), eden najslavnejših portugalskih pesnikov.
Od leta 1507 dalje je dal kralj Manuel I. (1469–1521) samostan, ki mu je grozil propad, prezidati v slogu, imenovanem po njem. Francoskemu kiparju Nicolasu de Chantereineu (tudi Nicolau de Chanterene) je naročil, naj preoblikuje grobnice kraljev, ki so že bili pokopani v stari cerkvi. Od leta 1533 dalje je pod Manuelovim sinom Ivanom III. (1502–1557) je bil zgrajen drugi križni hodnik, katerega ostanki so ohranjeni v Jardim da Manga.

## Cerkev

### Portal
Pročelje portala je bilo zgrajeno v dveh gradbenih fazah. Dva mogočna stolpa sta bila zgrajena med letoma 1507 in 1513. Portal je zasnoval gradbeni mojster Diego de Castillo, med letoma 1522 in 1526 pa ga je izdelal Nicolas de Chantereine. Nad lokom portala sedita dva angela, ki trobita na trobila in držita grb portugalskih kraljev. Nad njim so tri niše, v katerih stojijo kralj David s harfo, Marija in prerok. Ob strani lahko vidite cerkvene očete, ki stojijo na podstavkih, vsak ločen s stebrom, Gregor Veliki in Ambrož Milanski na levi, Hieronim in Avguštin na desni.

### Notranjost
Cerkev je bila zgrajena na temeljih prejšnje romanske stavbe. Je enoladijska. Na obeh straneh ladje sta kapeli. Široka ladja je razdeljena na štiri odprtine in je prepletena z mrežastim obokom z veličastnimi sklepniki, ki prikazujejo kraljevi grb in armilarno sfero. Slavolok, uokvirjen z vrvjo, vodi do umaknjenega kora, v katerem sta dve kraljevi grobnici.

### Kraljeve grobnice
Leta 1530 so ostanke obeh kraljev, Alfonza I. in Sanča I., prenesli v novonastale grobnice. Poznogotski grobnici sta podobno oblikovani, obrnjeni sta druga proti drugi na daljših stenah kora. Segata dvanajst metrov visoko pod obok in vsaka ima do 50 figur. V niši leži mrlič, oblečen v svoj oklep, na sarkofagu, nad katerim pod gotskimi baldahini stojijo apostoli, evangelisti in drugi svetniki.
- Marija in angeli igrajo glasbo na grobu Alfonza I
- Evangelist Luka na grobu Alfonza I.
- Ležeča figura Sanča I.

### Prižnica
Prižnico je leta 1522 ustvaril Nicolas de Chantereine. Je bogato renesančno okrašena z majhnimi prizori, putti in groteskami. Cerkveni očetje so vidni v štirih nišah. Manjše figure predstavljajo Sibile in preroke, na spodnji strani prižnice pa so vidne glave krilatih angelov, sirene in glave divjih živali.
- Prižnična košara
- Sveti Hieronim
- Glava angela

### Korne klopi
Dvoredne korne klopi, ki izvirajo iz manuelinskega obdobja, so bogato okrašene s pozlačenimi rezbarijami. Za njihovega ustvarjalca je imenovan mojster po imenu Machim, ki je delal tudi v Bragi.
- Korne klopi
- Zadnja stena
- Izrezljana figura

### Orgle
Orgle s stopom španske trobente so nameščene kot lastovičje gnezdo. Orgle, ki jih je okoli leta 1530 ustvaril Heitor Lobo, je med letoma 1719 in 1724 razširil izdelovalec orgel Manuel Benito Gómez de Herrera, ki je verjetno prihajal iz španskega mesta Valladolid.

## Zakristija
Zakristija je bila zgrajena med letoma 1622 in 1624 pod vodstvom Pedra Nunesa Tinoca. Prekriva jo kasetiran banjast obok, stene pa so prekrite z azulejos iz prve polovice 18. stoletja. Tu so bila prvotno shranjena pomembna dela portugalske šole, kot je slika Pentecostes (Binkoštni čudež), ki jo je leta 1534/35 ustvaril Grão Vasco (1475/80–1542/43), pano slika Ecce Homo Cristóvãoja de Figueireda († okoli 1540) ali prizor Snemanje s križa Andréja Gonçalvesa (1685–1754).
- Kasetiran strop
- Slika Binkošti, Grão Vasco

## Kapiteljska dvorana in kapela São Teotónio
Manuelinski portal vodi iz križnega hodnika v nekdanjo kapiteljsko dvorano, ki jo je zgradil gradbenik Diogo Boitaca (ali Boytac), ki je bil verjetno iz Francije, poleg nje pa stoji kapela São Teotónio. Poslikave v kapeli prikazujejo prizore iz življenja kralja Alfonza I. in sv. Teotonija, soustanovitelja samostana in prvega priorja, na stranskih stenah pa so obrnjene skulpture evangelistov s svojimi simboli.
- Kapiteljska dvorana in kapela São Teotónio
- Evangelista Matej in Janez
- Evangelista Luka in Marko

## Križni hodnik
Claustro do Silêncio
Dvonadstropni križni hodnik Claustro do Silêncio (križni hodnik tišine) je med letoma 1517 in 1522 zgradil Marcos Pires. V pritličju se na notranje dvorišče odpirajo šilasti loki s trakom, medtem ko so obokane trojne arkade v nadstropju sedaj zastekljene. V vogalih so reliefne upodobitve Jezusovega trpljenja iz zgodnje renesanse. Temeljijo na gravurah Albrechta Dürerja in prikazujejo prizore Kristusa pred Pilatom, nošenje križa in pokopavanje Kristusa, prizor križanja ni več ohranjen. Vodnjak v sredini je iz 17. stoletja.
- Claustro do Silêncio
- Claustro do Silêncio
- Claustro do Silêncio, vodnjak

Claustro da Manga
Claustro da Manga, dobesedno rokavski križni hodnik, je leta 1533 kot drugega zgradil Jean de Rouen. Njegovo ime izhaja iz dejstva, da naj bi kralj Ivan III. skiciral vzorec na rokavu svojega oblačila. Ostale so le okrogle zgradbe sredi tega križnega hodnika. Prvotno so bili popolnoma obdani z jarki in dostopni le prek ozkih dvižnih mostov.

## Člani skupnosti
Sveti Anton Lizbonski, širše znan kot sveti Anton Padovanski, je bil član redovne skupnosti kanonikov, po posvečenju pa je bil postavljen za oskrbnika samostana. V tej funkciji je sprejel posmrtne ostanke frančiškanskih protomučencev, katerih posmrtne ostanke so po smrti v Maroku prepeljali nazaj v Assisi. To je vodilo k njegovi odločitvi, da varnost in lahkotnost kanoniškega življenja prepusti novoustanovljenim frančiškanom.